# دهغاه (آستانة أشرفية)
دهغاه (بالفارسية: دهگاه) هي قرية تقع في إيران في غيلان. يقدر عدد سكانها بـ 2,085 نسمة في 664 عائلة حسب تعداد السكان عام 2006.